# Кэмпбелл, Стюарт
Стю́арт Пи́рсон Кэ́мпбелл (англ. Stuart Pearson Campbell; 9 декабря 1977, Корби) — англо-шотландский футболист, полузащитник, тренер.

## Карьера
Кэмпбелл родился в городе Корби, графство Нортгемптоншир. Он начинал свою карьеру в молодёжной команде местного клуба «Корби Таун». После он перешёл в «Лестер Сити», где дебютировал в 1996 году в основном составе в возрасте 18 лет. Мартин О’Нил (наставник «Лестера» 1995—2000) оценивал его как выдающегося, очень перспективного игрока, однако Кэмпбелл нечасто появлялся в основе за всё время выступления за «лисов». В составе «Лестера» провёл несколько сезонов в Английской Премьер-лиге.
Вскоре новый тренер клуба «Гримсби Таун», Ленни Лоуренс (ныне спортивный директор «Бристоль Роверс»), взял Стюарта к себе в команду в аренду на три месяца, а затем предложил полноценный контракт на три года.
По окончании срока Кэмпбелл отказался продлевать контракт и подписал соглашение с «Бристоль Роверс». В 2006 году Кэмпбелл был назначен капитаном команды и постепенно стал настоящим лидером «Роверс» и одним из самых популярных игроков среди болельщиков. В конце сезона 2007/2008 он получил приз — «Лучший Игрок Года по мнению болельщиков».